# اچناحالی
اچناحالی (به انگلیسی: Achanahalli) یک روستا در هند است که در کارناتاکا واقع شده‌است.